# Вальпараисо (Какета)
Вальпараисо (исп. Valparaíso) — город и муниципалитет на юге Колумбии, на территории департамента Какета.

## История
Поселение, из которого позднее вырос город, было основано в 1959 году. Муниципалитет Вальпараисо был выделен в отдельную административную единицу в 1985 году.

## Географическое положение

Муниципалитет Вальпараисо

Город расположен в юго-западной части департамента, в пределах Амазонского природно-территориального комплекса, на правом берегу реки Пескадо (правый приток Ортегуасы), на расстоянии приблизительно 46 километров к юго-западу от города Флоренсия, административного центра департамента. Абсолютная высота — 232 метра над уровнем моря.
Муниципалитет Вальпараисо граничит на севере с территорией муниципалитета Морелия, на востоке — с муниципалитетом Милан, на юго-востоке — с муниципалитетом Солано, на юге — с муниципалитетом Солита, на западе — с муниципалитетами Курильо и Альбания, на северо-западе — с муниципалитетом Белен-де-лос-Андакиес. Площадь муниципалитета составляет 1218 км².

## Население
По данным Национального административного департамента статистики Колумбии, совокупная численность населения города и муниципалитета в 2024 году составляла 7346 человек.
Динамика численности населения муниципалитета по годам:
| 2005   | 2010   | 2015   | 2020 | 2021 | 2022 | 2023 | 2024 |
| ------ | ------ | ------ | ---- | ---- | ---- | ---- | ---- |
| 11 100 | 11 368 | 11 629 | 7079 | 7161 | 7225 | 7291 | 7346 |

## Экономика
Большинство трудоспособного населения занято в сельском хозяйстве.